# NGC 4714
NGC 4714 في الفهرس العام الجديد، هي مجرة، تقع في كوكبة الغراب (كوكبة). اكتشفت في 27 مارس 1786 بواسطة ويليام هيرشل.

## روابط خارجية
- NGC 4714 على موقع ويكي سكاي: DSS2, SDSS, GALEX, IRAS, Hydrogen α, X-Ray, Astrophoto, Sky Map, Articles and images